# Cementerio de Powązki
El cementerio de Powązki en Varsovia fue fundado en 1790, es el cementerio de mayor renombre de Polonia por las numerosas personalidades que descansan en el mismo. Está situado en la calle Powązkowska número 14, en la parte noroeste de la ciudad. Contiene también grandes secciones con las tumbas de los que fallecieron durante la Segunda Guerra Mundial. Cada año los defensores de Varsovia se reúnen en este cementerio el 1 de agosto para conmemorar el levantamiento contra la invasión de Polonia por la Alemania de Hitler, en el año 1939, y la muerte de más de 250.000 habitantes en 1944. Fue el combate más trágico de la historia polaca.

## Gente notable
Existen tumbas y lápidas de gente notable en este cementerio:
- Aleksander Zelwerowicz (1877–1955), actor y director, jefe de la Academia de artes dramáticas de Varsovia.
- Andrzej Sołtan (1897–1959), físico
- Antoni Osuchowski (1849–1928), filántropo y activista nacional
- Antoni Brodowski (1784-1832), pintor
- Bolesław Prus (1847-1912), escritor
- Edward Rydz-Śmigły, Mariscal de Campo de Polonia y jefe de la policía polaca 1935-1939
- Emilka Chopin (1812–1827), hermana de Fryderyk Chopin.
- Franciszek Żwirko (1895–1932), aviador
- Gerard Antoni Ciołek (1909–1966), arquitecto
- Henryk Kuna (1885–1945), escultor
- Henryk Wieniawski (1835–1870), compositor
- Ignacy Dobrzyński (1807–1867), compositor
- Irena Sendlerowa (1910–2008)
- Izabela Barcińska apellido de joven: Chopin (1811–1881), joven hermana de Fryderyk Chopin.
- Jan Kiepura (1902–1966), cantante y actor
- Jan Kiliński (1760–1819), deportista
- Jerzy Duszyński (1917–1978), actor
- Jerzy Waldorff (1910–1999), crítico de arte uno de los beneficiarios del cementerio
- Józef Elsner (1769–1854), compositor.  Profesor de piano de Fryderyk Chopin.
- Józef Gosławski (1908–1963), escultor y medallista
- Justyna Chopin (d.1861), madre de Fryderyk Chopin.
- Kazimierz Wierzyński, (1894-1969), poeta y escritor
- Krzysztof Kieślowski, (1941-1996) director de cine
- Krzysztof Komeda, (1931-1969), jazz compositor
- Lech Pijanowski (1928–1974), productor de cine
- Leopold Janikowski (1855–1942), meteorólogo, explorador y etnógrafo
- Ludwika Jędrzejewiczowa apellido de joven: Chopin (1807–1855), hermana mayor de Fryderyk Chopin.
- Melchior Wańkowicz (1892-1974), escritor
- Michał Karaszewicz-Tokarzewski (1893–1964), general
- Mieczysław Karłowicz (1876-1909), compositor
- Mikołaj Chopin (1771–1844), padre de Fryderyk Chopin.
- Pola Gojawiczyńska (1896–1963), escritor
- Stanisław Janikowski (1891–1965), diplomático
- Stanisław Moniuszko (1819–1872), compositor
- Stanisław Wigura (1901–1932), aviador y diseñador de aviones
- Stanisław Wojciechowski (1869–1953), presidente de Polonia
- Stefan Jaracz (1883–1945), actor
- Stefan Kisielewski (1911-1991), crítico de arte y escritor
- Stefan Mazurkiewicz (1888–1945), cofundador de la escuela de Varsovia de Matemáticas
- Tadeusz Breyer (1874-1952), escultore, pedagogo de Polonia
- Tadeusz Łomnicki (1927–1992), actor
- Tekla Bądarzewska-Baranowska (1834–1861), compositora
- Wacław Sierpiński, (1882-1969) matemático
- Witold Lutosławski (1913–1994), compositor
- Witold Małcużyński (1914-1977), pianista clásico
- Władysław Filipkowski (1892–1950), militar
- Władysław Reymont, (1867-1925), Premio Nobel
- Władysław Szpilman (1911 - 2000), Pianista
- Wojciech Bogusławski (1757–1829), escritor, actor y director
- Wojciech Żywny (1756–1842), primer professor de piano de Fryderyk Chopin.

## Galería de imágenes

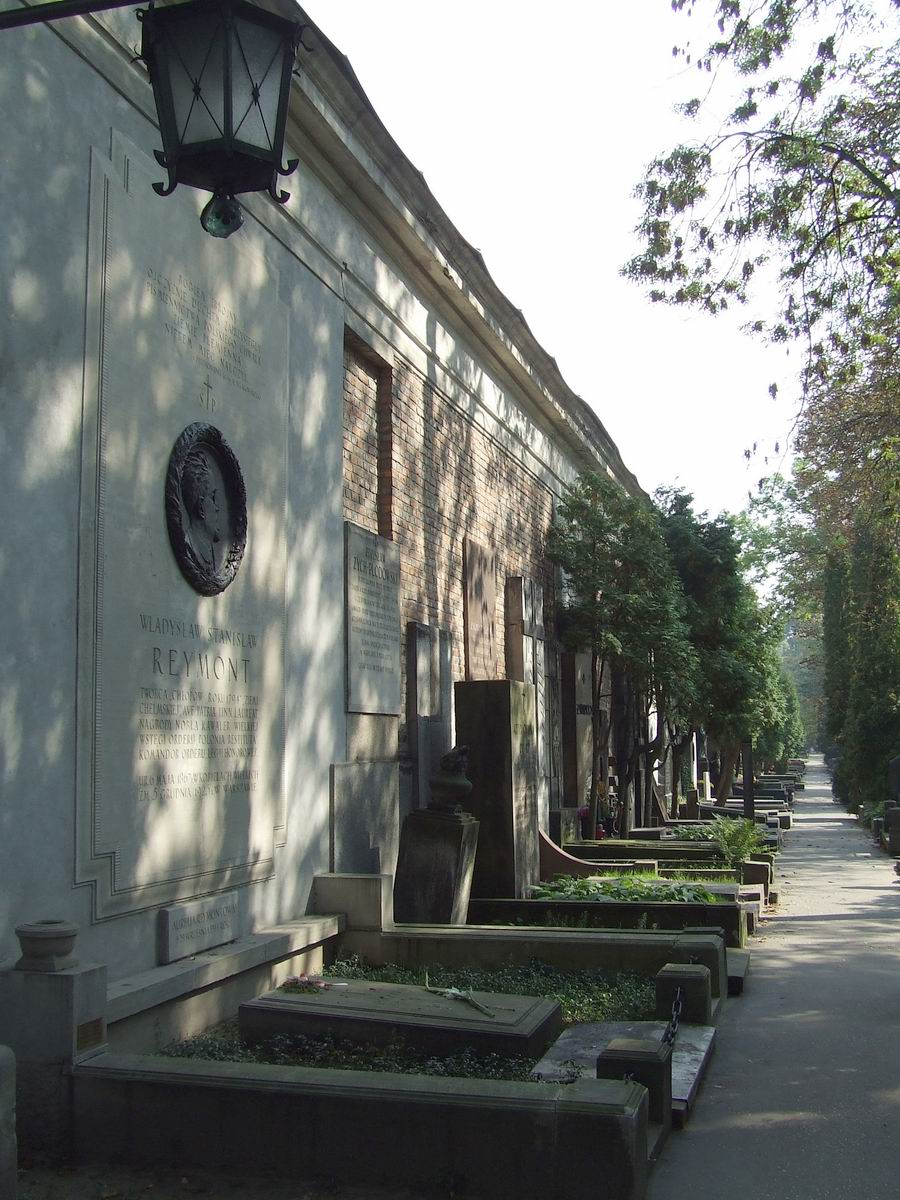
Avenida de los Notables.
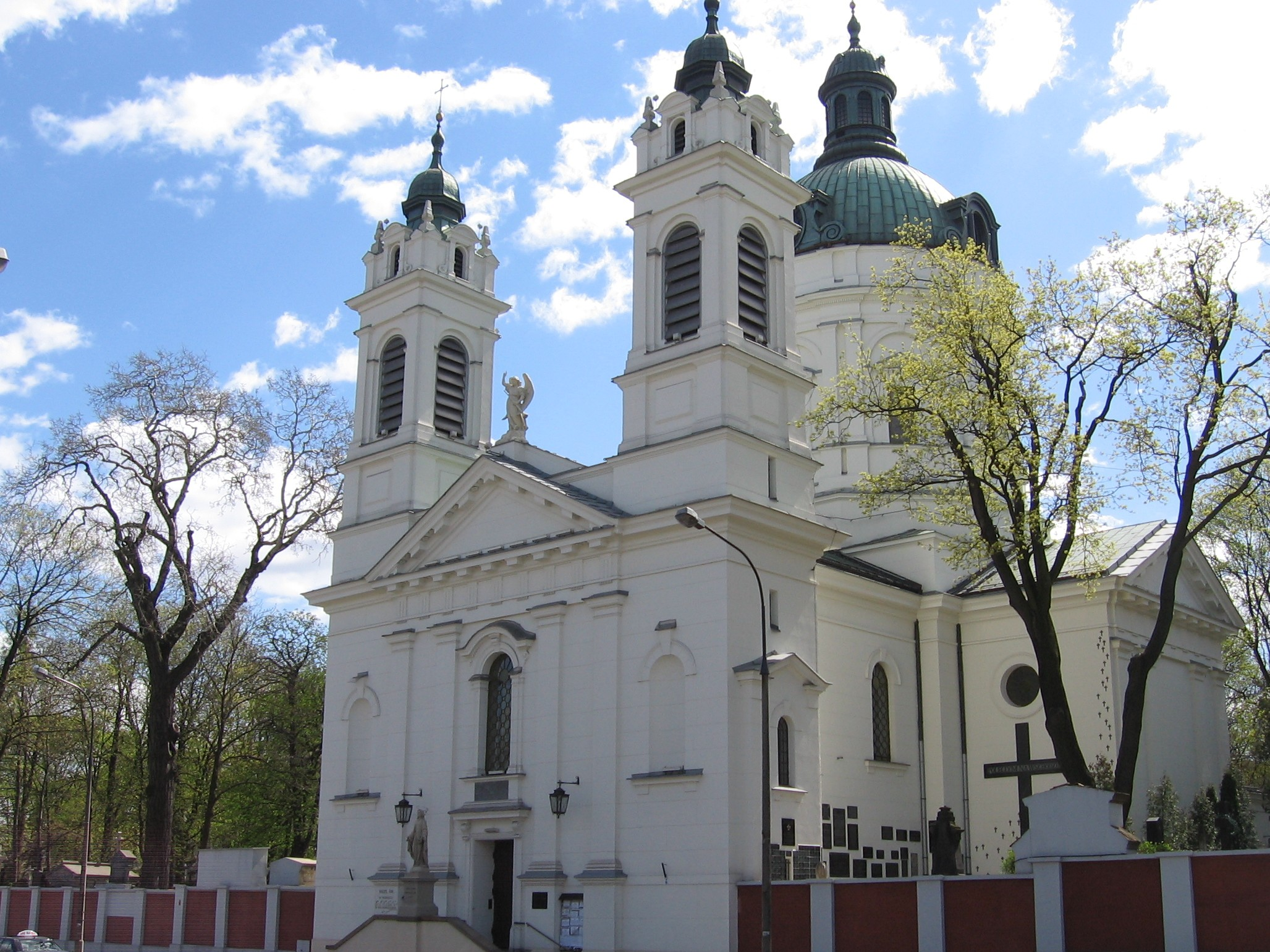
Iglesia de San Carlos Borromeo.
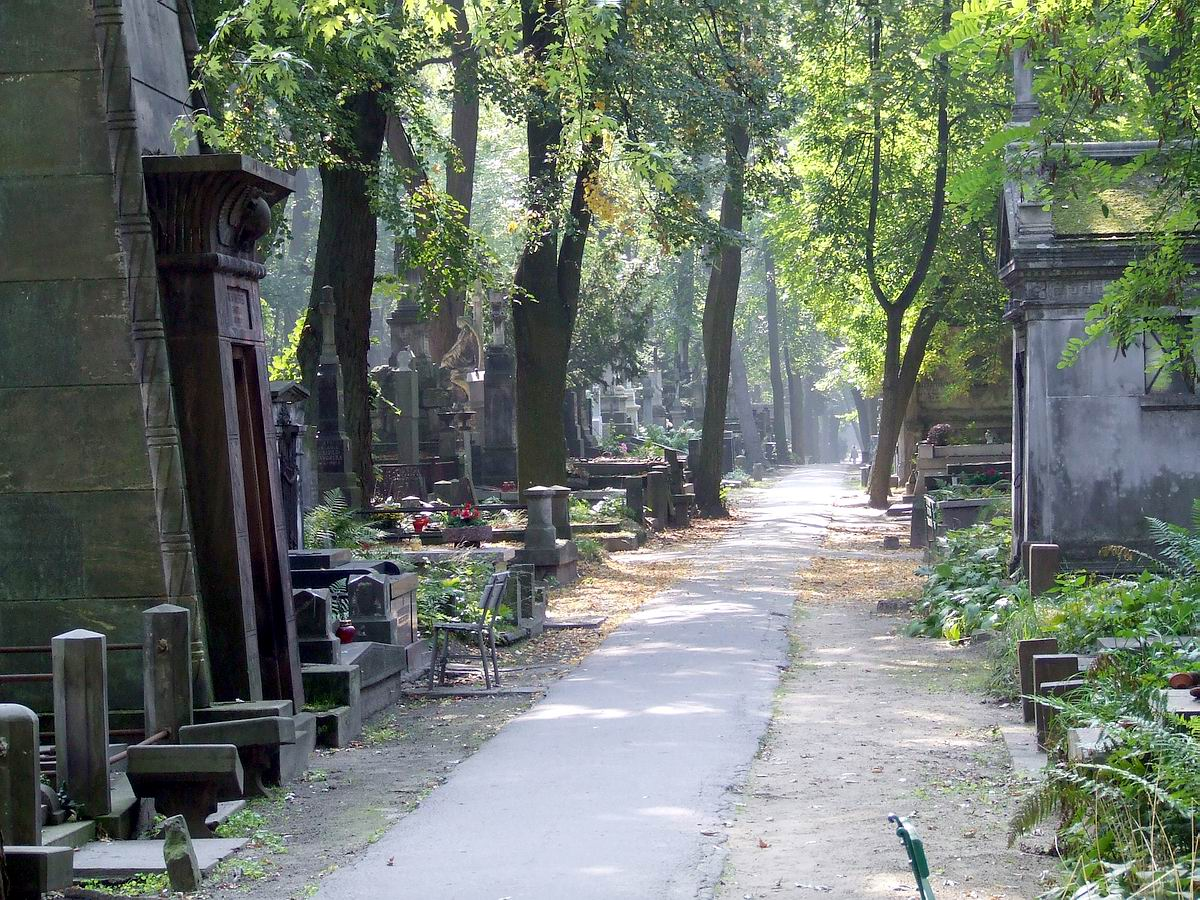
Viejo Powązki.
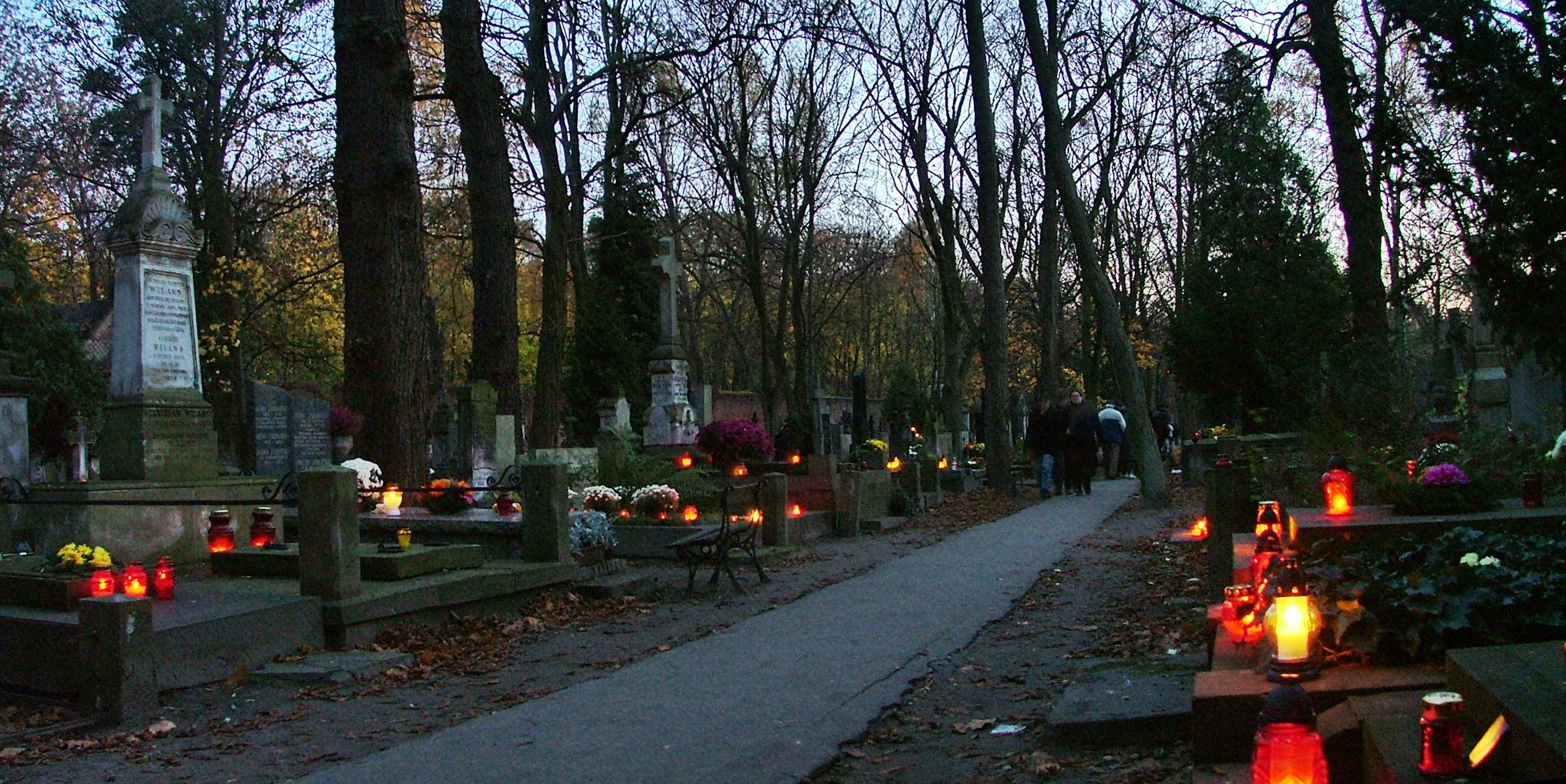
Viejo Powązki.
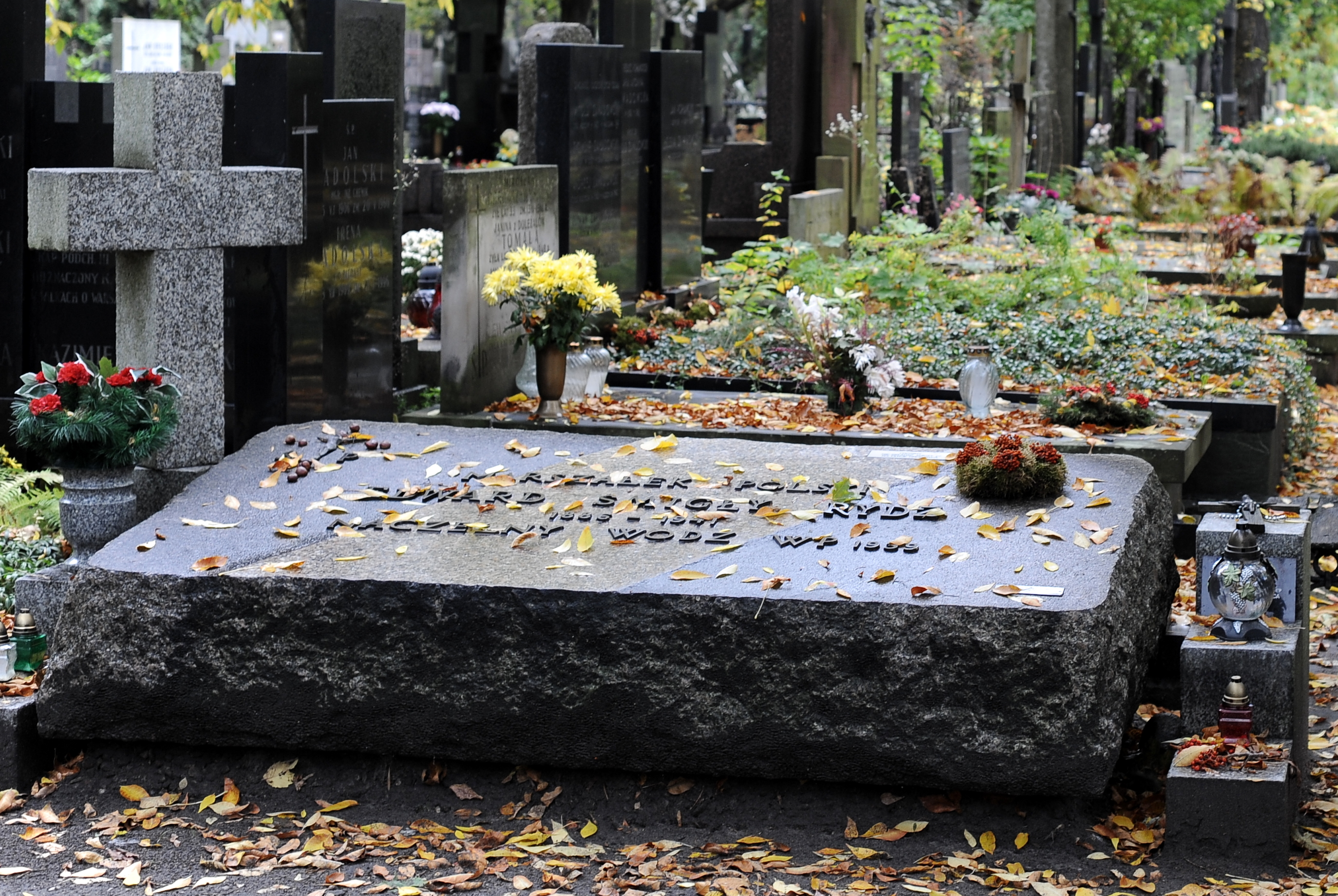
Tumba de Edward Rydz-Śmigły.